# William Forsyth (friidrottare)
William Forsyth, född 20 januari 1891, död 1 juli 1939, var en friidrottare från Kanada. Han deltog vid olympiska sommarspelen 1912.